# Gerti Töpfer

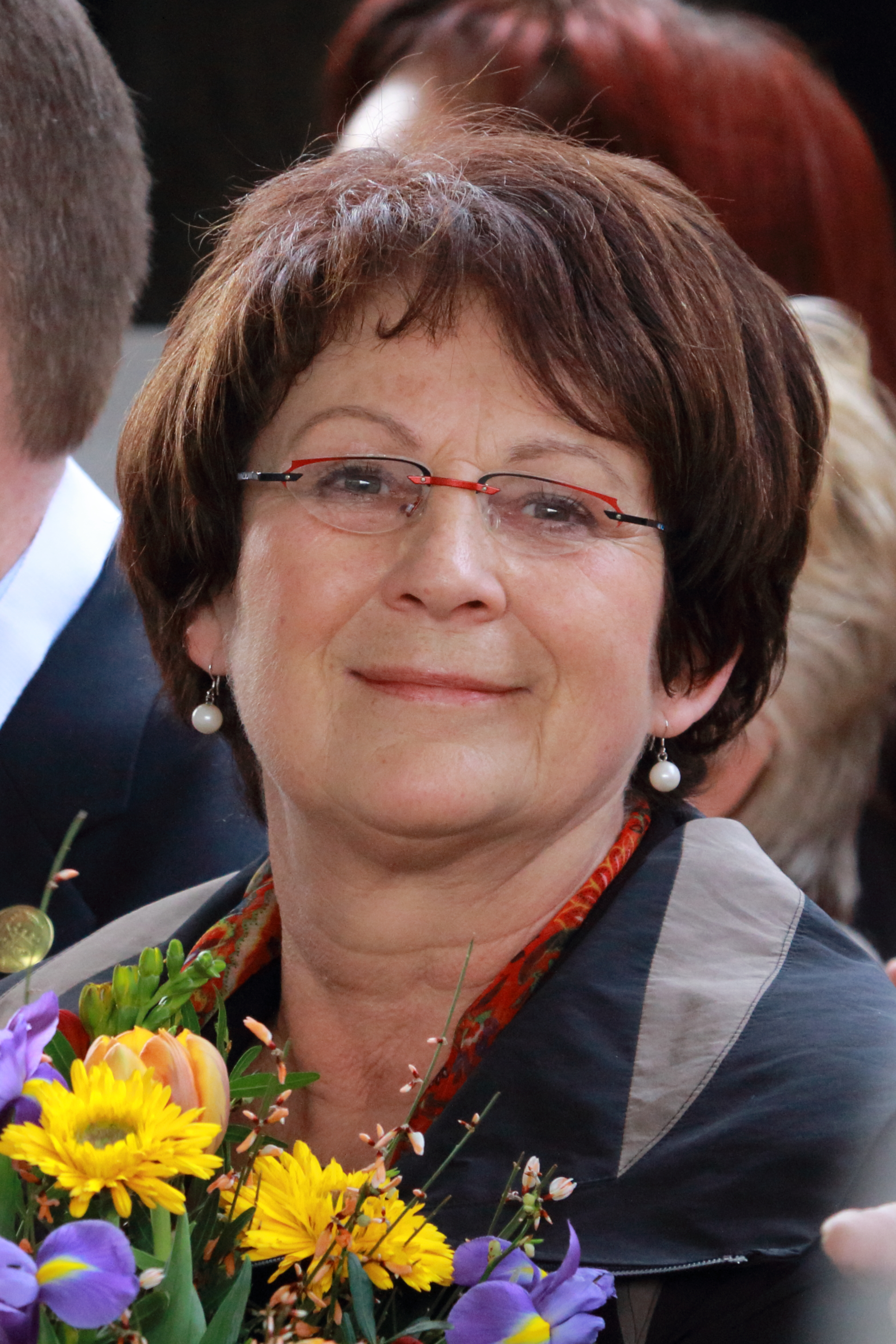
Gerti Töpfer (2014)

Gerti Töpfer (* 30. Juni 1953 in Elbingerode (Harz)) ist eine deutsche Politikerin (CDU). Von 2003 bis Ende Mai 2014 war sie Oberbürgermeisterin der Großen Kreisstadt Riesa im sächsischen Landkreis Meißen.

## Leben und Beruf
Töpfer wuchs in Elbingerode (Harz) auf. Nach dem Abitur 1972 in Wernigerode studierte sie an der Friedrich-Schiller-Universität Jena. 1976 zog sie nach Riesa und war Sport- und Biologie-Lehrerin. An der damaligen Erweiterten Oberschule „Max Planck“ übte sie auch zusätzlich die Funktion einer Klassenleiterin der Abiturstufe (Klassenstufe 11–12) in den 1980er Jahren aus. Ab 1992 war sie zehn Jahre lang Schulleiterin des Manfred-von-Ardenne-Gymnasiums Riesa (seit 2002 aufgegangen in das Städtische Gymnasium Riesa). Von 2002 bis zu ihrem Amtsantritt als Oberbürgermeisterin im Oktober 2003 war sie Abteilungsleiterin beim Regionalschulamt Leipzig.

## Politik
Töpfer trat bei ihrer ersten Wahl zur Oberbürgermeisterin im Juli 2003 als parteilose Kandidatin der CDU an, der CDU trat sie wenige Tage nach der Wahl bei. Im August 2010 wurde sie wiedergewählt. Gerti Töpfer erklärte im April 2014, aus gesundheitlichen Gründen Ende Mai in den Ruhestand treten zu wollen. Bis zur Neuwahl übte Baubürgermeister Tilo Lindner das Amt aus.
Seit August 2008 erläuterte sie mindestens einmal pro Monat kommunalpolitische Vorhaben und Entscheidungen in ihren Videopodcasts auf der Internetpräsenz der Stadt Riesa.
Töpfer setzt sich in Riesa insbesondere im Kampf gegen Rechtsextremismus ein. Sie gehörte zu den Erstunterzeichnern des sog. „Riesaer Appells“, eines vom Bundesministerium für Familie, Senioren, Frauen und Jugend geförderten lokalen Aktionsplans für Demokratie, Toleranz und gegen Fremdenfeindlichkeit. Im Frühjahr 2010 schlug sie vor, die Mannheimer Straße, in der der NPD-Verlag Deutsche Stimme sitzt, in Geschwister-Scholl-Straße umzubenennen. Der Stadtrat stimmte dem  Vorschlag zu. Anlässlich der Umbenennung, die von verschiedenen Forschungsprojekten begleitet wird, erläuterte Töpfer, dass die Initiative „keine politische Eintagsfliege“ sei, sondern die damit verbundene „Positionierung der Stadt Riesa“ gegen Rechts „ganz deutlich machen soll.“
Im Mai 2014 trat Töpfer aus gesundheitlichen Gründen von ihrem Amt zurück. Sie leidet an einer chronischen Erkrankung der Wirbelsäule.